# Michael Zaudig
Michael Zaudig (* 9. April 1950 in München) ist ein deutscher Psychiater, Psychosomatiker und Verhaltenstherapeut.
Zaudig leitete von 1992 bis 2016 die Psychosomatische Klinik Windach. Er hat einen Lehrauftrag für Psychiatrie an der Ludwig-Maximilians-Universität München inne und ist Kooperationspartner der Akademie und Gesundheitszentrum Kloster Frauenchiemsee.

## Leben und beruflicher Werdegang
Nach dem Abitur 1970 studierte Zaudig Humanmedizin an der Ludwig-Maximilians-Universität in München. 1977 bestand er die ärztliche Prüfung (Staatsexamen). Von Dezember 1977 bis April 1979 arbeitete er als Medizinalassistent an der kardiologischen Klinik des Klinikums Großhadern, München, in der chirurgischen Abteilung des Kreiskrankenhauses Feuchtwangen sowie im Max-Planck-Institut für Psychiatrie. Dort arbeitete er auch nach der Approbation am 30. April 1979 bis zum Mai 1982. Er promovierte 1981 bei Schrader, Ärztlicher Direktor der neurologischen Klinik des Klinikums Großhadern über das Thema Die Phakomatosen aus neurologischer Sicht.
Von Juni 1982 bis März 1983 sammelte er Erfahrungen als Praktischer Arzt, um ab April 1983 die psychiatrische Weiterbildung im Bezirkskrankenhaus Kaufbeuren fortzusetzen. Sein neurologisches Weiterbildungsjahr absolvierte er 1985 bis 1986 im Bezirkskrankenhaus Kaufbeuren. Ab Mai 1986 wechselte er zurück in das Max-Planck-Institut für Psychiatrie in München als stellvertretender Leiter der psychiatrischen Poliklinik, wo auch seine Frau tätig war. Von 1989 bis 1992 leitete er die geschlossene Abteilung als Oberarzt.
Vom 1. Februar 1992 bis zum 30. Juni 2016 war er Chefarzt und Ärztlicher Direktor der Psychosomatischen Klinik Windach. 
Zaudig ist Facharzt für Psychiatrie und Psychotherapie, Psychosomatische Medizin und Psychotherapie sowie Verhaltenstherapeut. 1994 wurde er zum ordentlichen Mitglied des Prüfungsausschusses der Bayerischen Landesärztekammer in den Gebieten Psychiatrie und Psychotherapie sowie Psychotherapeutische Medizin, seit 1999 auch für Qualitätsmanagement berufen. Zudem ist er Prüfer für die staatliche Prüfung für Psychologische Psychotherapeuten bei der Regierung von Oberbayern.
Michael Zaudig lebt mit seiner Frau, die ebenfalls Verhaltenstherapeutin (Psychologin) ist, in München. Das Paar hat zwei Kinder.

## Lehrtätigkeit
1984 übernahm Zaudig einen Lehrauftrag der Universität Mannheim im Fachbereich Psychologie für Psychopathologie und Diagnostik. Seit 1986 ist er Dozent beim Verein zur Förderung der klinischen Verhaltenstherapie, München, einem verhaltenstherapeutischen Ausbildungsinstitut. Diesem Institut steht seine Frau als Vorstandsvorsitzende vor. Zum Supervisor und Ausbilder für Verhaltenstherapie wurde er 1992 berufen. An der Ludwig-Maximilians-Universität München erhielt er 1987 einen Lehrauftrag, habilitierte 1995 mit der Arbeit Die Früherkennung der Demenz und der leichten kognitiven Beeinträchtigung, wurde zum Privatdozenten ernannt und erhielt die Lehrbefugnis für das Fachgebiet Psychiatrie und Psychotherapie. 2003 wurde er zum außerplanmäßigen Professor der LMU München berufen.

## Forschungsschwerpunkte
Ab 1986 war er Mitherausgeber und Übersetzer der deutschen Ausgabe des Diagnostischen und Statistischen Manuals Psychischer Störungen (DSM-III-R, DSM-IV und DSM-5).

## Verbandsaktivitäten
Neben der klinischen und Forschungstätigkeit nimmt Zaudig zahlreiche berufspolitische und Verbandsaufgaben wahr. Er ist Mitglied des Berufsverbands Deutscher Nervenärzte e. V. (BVDN), des Dachverbands für Verhaltenstherapie (DVT), der Deutschen Gesellschaft für Gerontopsychiatrie (DGGP), der Deutschen Gesellschaft für Psychiatrie und Psychotherapie, Psychosomatik und Nervenheilkunde (DGPPN), der Deutschen Gesellschaft für Verhaltensmodifikation und Verhaltensmedizin (DGVM), der International Psychiatric Association (IPA), des Weltverbands für Psychiatrie (WPA).
Des Weiteren ist er Mitglied der Deutschen Gesellschaft für Psychosomatische Medizin und Psychotherapie (DGPM) und fungierte hier langjährig als Mitglied des deutschen sowie des bayerischen Vorstands und war langjähriger Landesbeauftragter der Deutschen Ärztlichen Gesellschaft für Verhaltenstherapie (DÄVT). Er ist Vorstandsmitglied des Vereins zur Förderung der klinischen Verhaltenstherapie (VFKV), des Vereins für Prävention, Jugendhilfe und Suchttherapie – PROP e. V. und der Deutschen Gesellschaft Zwangserkrankungen. Seit 2016 ist Michael Zaudig im Vorstand des Münchner Bündnisses gegen Depression.

## Publikationen
Zaudig ist Mitherausgeber der Zeitschrift Persönlichkeitsstörungen Theorie und Therapie (PTT) sowie der Zeitschrift für Psychosomatische Medizin und Psychotherapie.
- mit P. Falkai, H. U. Wittchen, M. Döpfner, W. Gaebel, W. Maier, W. Rief und H. Saß (Hrsg.): Diagnostisches und Statistisches Manual psychischer Störungen DSM-5. Hogrefe, Göttingen 2015.
- mit R. D. Trautmann (Hrsg.): Therapielexikon – Psychiatrie, Psychosomatik und Psychotherapie. Springer Verlag, Berlin / Heidelberg / New York 2006.
- mit R.-M. Frieboes und M. Nosper (Hrsg.): Rehabilitation bei psychischen Störungen. Urban & Fischer, 2005.
- mit M. Bergener, H. Hampel und H.-J. Möller (Hrsg.): Gerontopsychiatrie. Wissenschaftliche Verlagsgesellschaft, Stuttgart 2005.
- mit W. Hauke und U. Hegerl: Die Zwangsstörung. Diagnostik und Therapie. 2. Auflage. Schattauer Verlag, Stuttgart / New York 2002.
- mit G. Berberich: Demenzen im Alter. Aktuelle Diagnostik und Therapie für die Praxis. Unimed Verlag, Bremen / London / Boston 2001.
- mit U. Hegerl und H.-J. Möller: Depression und Demenz im Alter. Abgrenzung, Wechselwirkungen, Diagnose, Therapie. Springer Verlag, Wien / New York 2001.
- mit H.-U. Wittchen und H. Saß: DSM-IV und ICD-10 Fallbuch. Hogrefe Verlag, Göttingen / Bern / Toronto / Seattle 2000.
- mit H. Saß und H.-U. Wittchen: Handbuch der Differentialdiagnosen. DSM-IV. Hogrefe Verlag, Göttingen / Bern / Toronto / Seattle 1999.
- mit W. Hauke und U. Hegerl: Die Zwangsstörung. Diagnostik und Therapie. 1. Auflage. Schattauer Verlag, Stuttgart / New York 1998.
- mit S. I. Finkel, J. Luxenberg, H. Brodaty, P. Rabins, B. Lawlor und A. Homma: Behavioral and psychological symptoms of dementia. IPA. Educational pack. International Psychogeriatric Association. Gardiner-Caldwell Communication, London 1998.
- mit H. Saß, H.-U. Wittchen und I. Houben: Diagnostische Kriterien des Diagnostischen und Statistischen Manuals psychischer Störungen. DSM-IV. Hogrefe Verlag, Göttingen / Bern / Toronto / Seattle 1998.
- mit W. Hiller: SIDAM-Handbuch. Strukturiertes Interview für die Diagnose einer Demenz vom Alzheimer Typ, der Multi-Infarkt- (oder vaskulären) Demenz und Demenzen anderer Ätiologie nach DSM-III-R, DSM-IV und ICD-10. Verlag Hans Huber, Bern / Göttingen / Toronto / Seattle 1996.
- mit H. Saß und H.-U. Wittchen: Diagnostisches und Statistisches Manual Psychischer Störungen (DSM-IV). Herausgegeben von der American Psychiatric Association. Deutsche Bearbeitung. Hogrefe Verlag, Göttingen / Bern / Toronto / Seattle 1996.
- Diagnostik und Therapie der „leichten kognitiven Beeinträchtigung“ und der Demenz. Huber Verlag, Bern / Göttingen / Toronto / Seattle 1995.
- mit H. Reinecker: Langzeiteffekte bei der Behandlung von Zwangsstörungen. Pabst Science Publishers, Lengerich, Berlin / Riga / Wien / Zagreb 1995.